# Krašnja
Krašnja – wieś w Słowenii, w gminie Lukovica. W 2018 roku liczyła 376 mieszkańców.